# Agrarsozialrecht (Österreich)
Das Agrarsozialrecht bezeichnet in Österreich die Summe aller staatlichen Normen, die sich mit der Absicherung der in der Land- und Forstwirtschaft selbständig Erwerbstätigen und ihrer Familienangehörigen gegen Risiken des Lebens wie Krankheit, Unfall, Erwerbsunfähigkeit und Tod befassen. Als Landwirte, im Sinne der agrarsozialrechtlichen Vorschriften, werden hier die in der Land- und Forstwirtschaft – einschließlich Gartenbau, Fisch- und Teichwirtschaft, Binnenfischerei, Imkerei – hauptberuflich selbständig Tätigen bezeichnet.
Als herausragende Besonderheiten des Agrarsozialrechts sind die Versicherungspflicht für Selbständige, die Gewährung einer Betriebshilfe im Krankheitsfall sowie die ordnungspolitischen/agrarpolitischen Leistungsvoraussetzungen der Alterssicherung (Hofabgabe) zu nennen.
Die Sozialversicherungsanstalt der Bauern (SVB) führt sowohl die bäuerliche Krankenversicherung als auch die Unfall- und Pensionsversicherung durch. Grundlage ist das Bauernsozialversicherungsgesetz (BSVG). Die SVB besteht aus einer Hauptstelle und acht Regionalbüros.
In Österreich wurde das Leistungsrecht der agrarsozialen Sicherung weitgehend an die allgemeine Sozialversicherung angepasst. So wurde im Jahr 1993 auch die Hofabgabe als ordnungspolitische/agrarpolitische Bedingung für eine Rentengewährung abgeschafft.